# Савремена игра
Савремена игра (или савремени плес) је уметнички плесни жанр који се развио првенствено током средине 20. века у Европи и САД. Настала из модерне игре и побуне против строгих форми класичног балета, савремена игра обухвата широк спектар плесних техника, стилова и филозофија покрета. Карактерише је нагласак на експресивности, флуидности, коришћењу пода, гравитације, импровизације и често брисање граница између различитих плесних и уметничких форми. Данас представља један од најзаступљенијих и најдинамичнијих облика сценске игре у свету.

## Историја

### Корени и утицаји
Корени савремене игре леже у револуцији коју је покренула модерна игра почетком 20. века. Пионири попут Изадора Данкан (Isadora Duncan), Рут Сен Дени (Ruth St. Denis), Тед Шон (Ted Shawn), Марта Грејем (Martha Graham), Дорис Хамфри (Doris Humphrey) и Чарлс Вајдман (Charles Weidman) одбацили су ригидност и вештачке позе класичног балета, тражећи аутентичнији и изражајнији покрет који проистиче из унутрашњих емоција и природног функционисања тела. Они су истраживали тежину, дах, однос са подом и развили сопствене плесне технике и педагогије које су постале темељ за даљи развој.

### Развој у 20. веку: Од модерне ка савременој игри
Средином 20. века, друга генерација модерних плесача и кореографа, често називана постмодерном, почела је да преиспитује основе ране модерне игре. Мерс Канингем (Merce Cunningham) је увео радикалне иновације: раздвојио је плес од музике, користио случајност (chance procedures) у кореографији и фокусирао се на покрет као такав, лишен нарације и психолошке експресије. Други уметници окупљени око Judson Dance Theater 1960-их у Њујорку (попут Ивон Рејнер (Yvonne Rainer), Триша Браун (Trisha Brown), Стив Пакстон (Steve Paxton)) даље су деконструисали плес, користећи свакодневне покрете, импровизацију, контакт и задатке (tasks).
Из ове богате историје експериментисања и фузије различитих утицаја – модерне игре, балета (често коришћеног као основа за тренинг снаге и технике, али са модификованим приступом), џез плеса, импровизације, соматских пракси, као и елемената из различитих светских плесних традиција – настала је савремена игра као изузетно хетероген и флуидан жанр.

### Кључне фигуре
Поред поменутих пионира модерне и постмодерне игре, значајан допринос развоју и афирмацији савремене игре дали су (између осталих):
- Пина Бауш (Pina Bausch) – Немачка кореографкиња, креаторка Плесног театра (Tanztheater), споја плеса, театра, геста и говора.
- Јиржи Килијан (Jiří Kylián) – Чешки кореограф, дугогодишњи уметнички директор Nederlands Dans Theater, познат по музикалности и флуидним, скулптуралним покретима.
- Вилијам Форсајт (William Forsythe) – Амерички кореограф који је деконструисао и проширио класичну балетску технику, стварајући динамичан и сложен кореографски језик.
- Матс Ек (Mats Ek) – Шведски кореограф, познат по модерним интерпретацијама класичних балета.
- Охад Нахарин (Ohad Naharin) – Израелски кореограф, творац плесне технике и језика Gaga, уметнички директор Batsheva Dance Company.
- Акрам Кан (Akram Khan) – Британски кореограф бангладешког порекла, познат по спајању савремене игре са индијским класичним плесом Катхак.
- Ен Тереза Де Керсмакер (Anne Teresa De Keersmaeker) – Белгијска кореографкиња, оснивачица трупе Rosas, позната по ригорозним структурама и односу плеса и музике.

## Карактеристике

### Технике и приступи
Савремена игра не почива на јединственом кодификованом систему као балет, већ обухвата различите технике и методологије тренинга. Неки од уобичајених приступа укључују:
- Техника ослобађања (Release Technique): Фокусира се на ефикасност покрета кроз опуштање непотребне мишићне тензије, коришћење даха, замаха, инерције и гравитације.[5]
- Контакт импровизација (Contact Improvisation): Партнерска форма коју је развио Стив Пакстон, заснована на дељењу тежине, додиру, гравитацији и спонтаном кретању.[6]
- Floorwork: Технике кретања по поду, уласка и изласка из пода, користећи га као ослонац и партнера.
- Импровизација: Користи се као алатка за истраживање покрета, генерисање материјала, развијање свесности тела или као самостална извођачка пракса.
- Интеграција балетских елемената: Многи савремени плесачи имају балетску основу, али је користе са већом слободом у торзу, кичми и артикулацији зглобова.
- Соматске праксе: Методе попут Фелденкрајс методе, Александер технике или Боди-Мајнд Сентринга (Body-Mind Centering) често се интегришу ради продубљивања свесности тела и унапређења квалитета покрета.[7]
- Специфичне технике кореографа: Попут Gaga технике Охада Нахарина или техника базираних на раду Марте Грејем, Хосеа Лимона (José Limón) или Лестера Хортона (Lester Horton).

### Теме и кореографија
Кореографски приступи у савременој игри су изузетно разноврсни. Дела могу бити:
- Апстрактна: Фокусирана на чист покрет, форму, простор и време.
- Наративна: Причање прича, али често на нелинеаран или фрагментиран начин.
- Тематска: Истраживање одређених идеја, емоција, друштвених или политичких питања.
- Концептуална: Заснована на одређеном концепту или идеји која диктира структуру и покрет.

Процес стварања је често колаборативан, где кореограф ради заједно са плесачима, користећи њихове идеје и импровизације као део грађења материјала.

### Извођење и презентација
Савремена игра се изводи у широком спектру простора, од традиционалних позоришних сцена до алтернативних локација као што су галерије, музеји, индустријски простори, јавне површине (site-specific радови). Музичка пратња је такође разнолика и може укључивати све од класичне и савремене класичне музике, преко електронске, експерименталне, популарне музике, до тишине или говора. Костими и сценографија варирају од минималистичких до сложених и театралних, у зависности од концепта представе.

## Савремена игра данас
Савремена игра је жива и стално еволуирајућа уметничка форма са јаким присуством широм света. Бројне плесне компаније, фестивали, едукативни програми и независни уметници доприносе њеној виталности. Савремени кореографи настављају да померају границе, интегришући нове технологије (видео, интерактивне инсталације), истражујући интердисциплинарне сарадње (са визуелним уметницима, музичарима, научницима) и реагујући на савремена друштвена и културна питања.

## Савремена игра у Србији
Сцена савремене игре у Србији је динамична, са дужом традицијом која сеже до експеримената у оквиру балета и независних група. Данас постоји неколико кључних актера:
- Плесне компаније: Као што је Битеф денс компанија основана при Битеф театру.[8]
- Организације и сервиси подршке: Попут Станице - Сервиса за савремени плес, која игра важну улогу у развоју и промоцији сцене.[9]
- Фестивали: Београдски фестивал игре је највећа међународна манифестација која представља врхунске светске трупе, док други фестивали и платформе такође промовишу домаће и регионалне уметнике.
- Едукација: Институт за уметничку игру у Београду и друге институције нуде формално образовање у области савремене игре.[10]
- Независна сцена: Бројни независни кореографи и плесачи активно стварају и изводе своје радове, често у изазовним условима продукције и финансирања.

Српска сцена савремене игре активно комуницира са регионалном и међународном сценом кроз копродукције, гостовања и учешће уметника на међународним пројектима.

## Утицај и наслеђе
Савремена игра је извршила значајан утицај не само на плесну уметност, већ и на друге форме као што су физички театар, перформанс, па чак и на неке аспекте комерцијалног плеса и музичких спотова. Њен фокус на свесности тела, креативности и изражајности учинио ју је популарном и у едукативном контексту, изван професионалног тренинга. Наслеђе савремене игре огледа се у њеној отворености, способности адаптације и сталном преиспитивању онога шта плес може бити и како може комуницирати са публиком.